# Lumbrineris albidentata
Lumbrineris albidentata är en ringmaskart som beskrevs av Ehleers 1908. Lumbrineris albidentata ingår i släktet Lumbrineris och familjen Lumbrineridae.
Artens utbredningsområde är Moçambique. Utöver nominatformen finns också underarten L. a. sadko.